# Henryk Maculewicz
Henryk Józef Maculewicz (* 24. April 1950 in Grudza, Polen)  ist ein ehemaliger polnischer Fußballspieler und Trainer.

## Vereinskarriere
Seine Karriere startete der Verteidiger beim kleinen Verein BKS Bolesławiec, 1970 wechselte er für eine Saison zum damaligen Zweitligisten Garbarnia Kraków. Nach nur einer Saison wechselte er 1971 in die Ekstraklasa zu Wisła Kraków hier spielte er bis 1979 und schoss in 193 Spielen 11 Tore. 1979 wechselte er nach Frankreich zum RC Lens, ehe er 1981 zum Paris FC wechselte. Von 1984 bis 1987 ließ er seine Karriere beim unterklassigen Nanterre ausklingen.

## Nationalmannschaft
In der polnischen Nationalmannschaft debütierte Maculewicz am 31. Oktober 1974 in Warschau beim Freundschaftsspiel Polen gegen Kanada (2:0). Insgesamt absolvierte er 23 Spiele (0 Tore) für Polen und nahm an der WM 1978 in Argentinien teil.

## Trainerkarriere
Nach seiner aktiven Karriere trainierte er den CSB Batevall Libreville aus Gabun.

## Erfolge
- Polnischer Meister (1978)
- WM-Teilnahme (1978)

| Personendaten    | Personendaten              |
| ---------------- | -------------------------- |
| NAME             | Maculewicz, Henryk         |
| ALTERNATIVNAMEN  | Maculewicz, Henryk Józef   |
| KURZBESCHREIBUNG | polnischer Fußballtorhüter |
| GEBURTSDATUM     | 24. April 1950             |
| GEBURTSORT       | Grudza                     |